# Eustala levii
Eustala levii Poeta, Marques & Buckup, 2010 è un ragno appartenente alla famiglia Araneidae.

## Etimologia
Il nome della specie è in onore dell'aracnologo israeliano Herbert Walter Levi (1921-  ) per i notevoli contributi dati alla conoscenza della famiglia Araneidae.

## Caratteristiche
L'olotipo maschile rinvenuto ha dimensioni: cefalotorace lungo 2,7mm, largo 2,3mm; la formula delle zampe è 1243.

## Distribuzione
La specie è stata rinvenuta in alcune località del Brasile: nei pressi della Fazenda Três Cachoeiras, nel territorio di São Francisco de Paula, nello stato di Rio Grande do Sul.

## Tassonomia
Al 2014 non sono note sottospecie e dal 2010 non sono stati esaminati nuovi esemplari.